# Kloster Großfurra

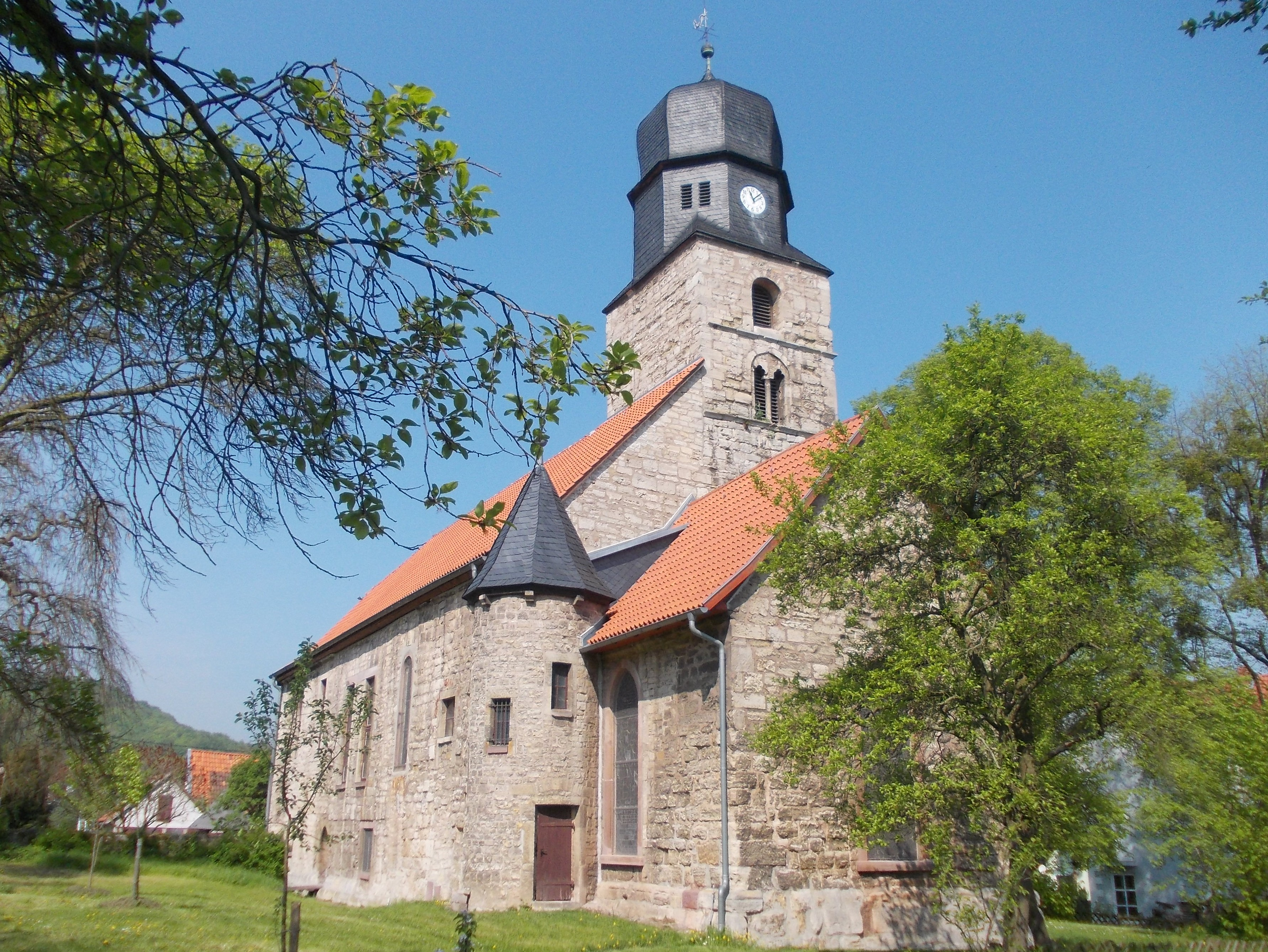
Bonifatiuskirche Großfurra, die einstige Klosterkirche

Das Kloster Großfurra war ein Zisterzienserinnenkloster in Großfurra in Thüringen. Es entstand durch die Verlegung des Klosters Großballhausen und wurde während der Reformation aufgelöst. Das Klosterpatron war der heilige Bonifatius.

## Geschichte
Am 3. März 1322 überließ Landgraf Friedrich von Thüringen dem Kloster Großballhausen das Patronat über die Pfarrkirche von Großfurra mit der Auflage dort ein Kloster zu errichten. Daraufhin wurde an der Dorfkirche das Kloster Großfurra errichtet, in das der Konvent 1326 übersiedelte.
Der Kern des Klosterbesitzes bildeten 22,5 Hufe Grundbesitz in und um Ballhausen, sowie zahlreiche Zinsrechte die zur Ausstattung des Vorgängerklosters gehörten. Dazu kamen kleinere Besitzungen um Großfurra die dem Kloster von verschiedenen Stiftern im 15. Jahrhundert zugewendet wurden. Das Kirchenpatronat besaß das Kloster in Ballhausen und Großfurra.
Das Kloster stand in relativ enger Beziehung zum Kloster Volkenroda, war jedoch nicht in dieses inkorporiert. Ebenfalls war das Kloster von der Aufsicht des Archidiakons in Jechaburg exemt.
Während der einsetzenden Reformation stieg der Druck auf das Kloster. In Folge des Bauernkriegs verließen die meisten Nonnen das Kloster. Nur die Priorin und drei Nonnen verblieben dort. Die Familie Wurmb zu Thamsbrück versuchte infolgedessen das Klostergut einzuziehen, was Herzog Georg von Sachsen veranlasste das Kloster unter den Schutz des Amt Sangerhausen zu stellen. Die wirtschaftliche Lage des Klosters verschlechterte sich zusehend und es musste mehrfach Besitz verpfänden.
Die Klosteraufhebung wurde am ersten Sonntag nach dem  7. November 1538 verkündet. Am 21. November 1538 wurde durch den Amtsschosser Augustin Buchheyt das Kloster in eine Staatsdomäne des Herzogs umgewandelt. Zwischen der Verwaltung des Herzogs, der Familie Wurmb zu Großfurra und Wurmb zu Thamsbrück kam es zu einem langjährigen Rechtsstreit über das Eigentum an den Gütern. Dieser wurde erst 1694 beendet.
Als Klosterkirche diente die erhaltene Dorfkirche von Großfurra. Die Klostermühle und die Wirtschaftsgebäude wurden bereits im 16./17. Jahrhundert niedergerissen. Die Klausurgebäude westlich der Kirche wurden 1689 abgerissen. Erhalten blieb lediglich der Bonifatiusbrunnen und ein Klosterteich.

### Priorinnen
- Elisabeth Smedis (1468)
- Anna Öhme (vor 1526 bis 1538)

### Pröpste
- Hermann Hesse (1468)
- Christian Stephan Saarburger (1529–1535)
- Heinrich Walter (1535–1538)